# 圣克拉拉传教所

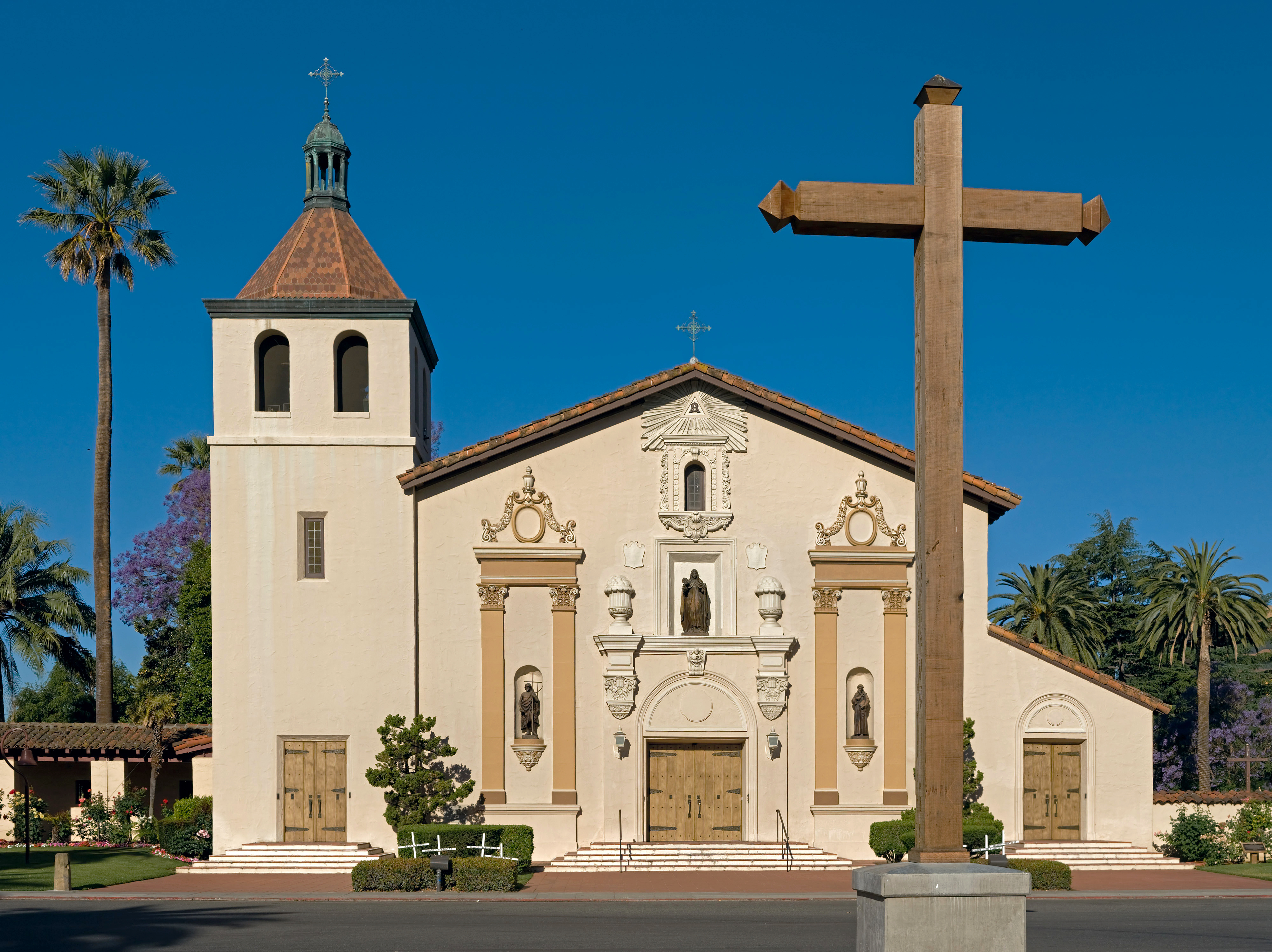
圣克拉拉传教所

圣克拉拉传教所，或称嘉勒传教所，（Mission Santa Clara de Asís），是方济各会修建的21所加州西班牙传教所之一，坐落在现在的美国加州圣克拉拉市的圣克拉拉大学之中。
圣克拉拉传教所建于1777年1月12日，是方济各会在加州修建的第八所传教所。传教所以贫穷修女会的创立者亞西西的加辣（西班牙語：Santa Clara de Asís）命名，同时传教所所在的市圣克拉拉市、所在的郡聖克拉拉縣、所在的大学圣克拉拉大学也都以此命名。
圣克拉拉传教所曾被毁六次又重建。